# Jean-Marie Massaud
Jean-Marie Massaud (Tolosa, 8 settembre 1966) è un designer e architetto francese.
Laureato alla Scuola Nazionale di disegno industriale  “Les Ateliers” a Parigi nel 1990 comincia poi a lavorare con Marc Berthier.
Ha lavorato in tutti i campi del design, dagli arredi ai singoli prodotti fino alle apparecchiature industriali. Nel 2000, ha fondato lo Studio Massaud, ampliando la sua esperienza nel settore dello sviluppo architettonico . Tra i suoi progetti il 'Volcano Chivas Stadium', stadio a basso impatto ambientale, inaugurato nel luglio 2010, a Guadalajara, in Messico.
Collabora con diversi marchi, fra cui B&B Italia, Poliform, Axor Hansgrohe, Dior, Poltrona Frau, Lancôme e Renault. Proclamato nel 2009 'designer of the year' presso il Salon M&O Now i suoi lavori sono stati pubblicati sulle più prestigiose riviste del mondo ed esposti in importanti esibizioni internazionali.

## Premi e riconoscimenti
- 1994-96: 3 Top Ten, Italy
- 1995-98: Compasso d'Oro: 3 selezioni, Italia
- 1995: VIA Carte Blanche, Parigi
- 1996: Primo premio, Maquill'Art, Parigi
- 1996: Gran Premio della stampa Internazionale e della Critica del Mobile Contemporaneo
- 1996: FORM Prize, Germania
- 1996: Sedia dell'anno (Promosedia dell'Anno), Italia
- 1999: Nombre d'Or (Salone del Mobile di Parigi), Francia
- 2000: Arests Best – Miglior bottiglia di profumo (NEMO Cacharel), Norvegia
- 2001: Stelle APCI Observeur du Design (Ness Collection & Sephora Blanc), Francia
- 2002: Talenti di Lusso, Parigi
- 2004: APCI Observer du Design (Ness Collection & Sephora Blanc), Francia
- 2005: Miglior Design ecocompatibile (Human Nature), DesignTide, Tokyo
- 2005: Designer dell'anno 2005, ELLE DECO, Francia
- 2006: IF Product - Forum Prize - AXOR collection
- 2007: Designer dell'anno  2007 al Salone di Parigi di Meuble

## Opere architettoniche
- 2010 Stadio Chivas de Guadalajara, Zapopan Jalisco Mexico